# 大江俊明
大江 俊明（おおえ としあき、1894年〈明治27年〉9月27日 - 1954年〈昭和29年〉4月10日）は、日本の実業家、政治家。昭和前期の福岡県築上郡八屋町（現在の豊前市）の名士。築上新聞および築上産業新聞の創刊者。株式会社大江印刷所社長。
父は美濃派俳諧の流れを汲む逸茂庵派四世の大江壽太郎。子供は1男2女あり、長男は大江俊信。曾孫がテレビ東京アナウンサーの大江麻理子である。
「社会の先駆者」（築上新聞発刊の辞より）たる気概で築上新聞および築上産業新聞を創刊し、20数年にわたり自ら健筆を振るった。また、25歳頃より求菩提山の研究と復興開発を志し、そのため自ら将棋、囲碁、観劇を禁じて生涯尽力した。神仏尊崇も篤く、大富神社、求菩提山の国玉神社、伊勢神宮などに奉仕。そのほか宇島港改修の推進や日本発送電築上火力発電所の建設再開、築上信用組合（後に信用金庫に改組）の創設などにも努力。政治・経済・文化・福祉などさまざまな分野の発展に寄与し、豊前市の素地を築いた。

## 略歴
- 1894年 大江壽太郎の長男として八屋町大村に生まれる。
- 1908年 豊津中学に入学するも、火薬の爆発事故により左手を失い、翌年中退。自宅にて、1日約50人にも上る患者を治療していた祖父の医業を手伝い、薬の調剤を担う。しばらくして松島塾で3年間漢学を学ぶ。
- 1913年 印刷業を継ぎ、家業とする。
- 1918年 短歌雑誌『ひかり』を創刊（第9号で廃刊）。
- 1919年 結婚して八屋八幡町に移転し印刷業に専念する。
- 1921年 父の隠居に伴い家長となる。
- 1926年 九州日報通信員を嘱託される。
- 1929年 築上新聞（月2回発行。のち月3回発行）を創刊。築上史談会を発起。九州日報通信員を辞任。
- 1933年 八屋町町会議員に当選し、一木耕蔵町長を助けて八屋町・宇島町合併を推進。豊前山岳会幹事兼会計。
- 1931年 八屋町商工会評議員。
- 1934年 株式会社大江印刷所代表取締役社長。
- 1935年 タバコ・お茶の小売商を兼業。
- 1936年 築上郡印刷同業組合長。
- 1937年 八屋町町会議員に再選。
- 1940年 豊前山岳会会長。
- 1941年 求菩提山保勝会会長。
- 1946年 浄土真宗本願寺派第23代門主・勝如上人の立ち寄りを受ける。
- 1947年 築上史談会会長。求菩提山国立公園期成同盟会長に選出。
- 1948年 築上新聞を遠戚の小畑敏雄に無償譲渡。
- 1949年 築上産業新聞創刊。
- 1950年 神社本庁から功労者として表彰される。
- 1951年 築上郡遺族会連合会長、築上郡社会福祉協議会副会長。
- 1954年 病没。築上産業新聞社葬にて送られる。

## 基礎文献
- 『築上郡人名辞書 巻之一』（築上新聞社・1937年）
- 『豊前市史 考古資料』（豊前市史編纂委員会・1993年）
- 『豊前市史 下巻』（豊前市史編纂委員会・1991年）